# We Rule The World (T.H.E.H.I.V.E.S.)
T.H.E. H.I.V.E.S. är en låt från The Black And White Album av det svenska rockbandet The Hives. Låten utgavs 2008 som singel. Låten, som ligger som åttonde spår, är ett samarbete med Pharrell Williams som också har ett finger med i det fjärde spåret på skivan som släpptes hösten 2007.